# Trichopodaceae
Trichopodaceae is een botanische naam, voor een familie van eenzaadlobbige planten. Een familie onder deze naam wordt de laatste decennia zo af en toe erkend door systemen van plantentaxonomie, waaronder het APG-systeem (1998), dat de familie plaatst in de orde Dioscoreales.
Daarentegen erkent het APG II-systeem (2003) zo'n familie niet, en voegt de betreffende planten in bij de familie Dioscoreaceae. Dit wordt gehandhaafd door de APWebsite [6 maart 2008].
Het gaat om een heel kleine familie van kruidachtige planten, in de tropen van de Oude Wereld.